# ایلوکتنا (۱)
ایلوکتنا (به لاتین: Illuktenna) یک منطقهٔ مسکونی در سری‌لانکا است که در استان مرکزی (سری‌لانکا) واقع شده‌است.